# Mats Brommels
Mats Henrik Brommels, född 21 maj 1950 i Kuusankoski, är en finländsk läkare.
Brommels, som blev medicine och kirurgie doktor 1981, var administrativ överläkare vid Kuopio universitetssjukhus 1986–1892 och professor i hälso- och sjukvårdsadministration vid Nordiska hälsovårdshögskolan i Göteborg 1988–1992 samt blev professor i hälso- och sjukvårdsadministration vid Helsingfors universitet 1991. År 2001 kallades han till att inrätta Medical Management Centrum vid Karolinska institutet i Stockholm. För närvarande tjänstgör han till 80% vid Karolinska institutet och till 20% vid Helsingfors universitet. Han är ordförande i Samfundet Folkhälsan sedan 1998 och direktionsordförande i Institutet för arbetshygien sedan 2000.
Åren 1994-2002 var han inspektor för, och år 2016 blev han kallad till hedersledamot vid Östra Finlands nation vid Helsingfors universitet.